# Koeweits voetbalelftal (mannen)
Het Koeweits voetbalelftal is een team van voetballers dat Koeweit vertegenwoordigt bij internationale wedstrijden zoals de kwalificatiewedstrijden voor het Wereldkampioenschap voetbal en het Aziatisch kampioenschap.
In 1982 behaalde het land de WK-eindronde in Spanje en speelde gelijk tegen Tsjechoslowakije, maar verloor van Engeland en Frankrijk. Twee jaar eerder won de nationale ploeg het Aziatisch kampioenschap voetbal door in de finale Zuid-Korea met 3–0 te verslaan.

## Geschiedenis

### 1961 - 1984 Aziatische titel en Sjeik laat doelpunt afkeuren op WK
Koeweit speelde in 1961 zijn eerste interland, het speelde met 2-2 gelijk tegen Libië. Koeweit schreef zich in 1972 voor de eerste keer in voor het Aziatisch kampioenschap voetbal en plaatste zich meteen voor het eindtoernooi. Koeweit begon het toernooi goed met een 2-1 zege op Zuid-Korea, maar door een 4-0 nederlaag op de Khmerrepubliek het tegenwoordige Cambodja, was de halve finale niet haalbaar. Koeweit speelde op 4 mei 1973 zijn eerste kwalificatiewedstrijd voor het wereldkampioenschap voetbal. Het speelde in Teheran tegen Syrië en verloor deze wedstrijd met 1–2. In een poule met Syrië, Iran en Noord-Korea wordt het land laatste. Alleen de laatste wedstrijd tegen Noord-Korea werd gewonnen.
In 1976 begon een glorie-periode, die acht jaar zou duren. Koeweit behaalde de halve finale van het Aziatisch kampioenschap door overwinningen op Maleisië en China. In de halve finale werd Irak na verlenging met 3-2 verslagen, Fathi Kameel scoorde in de reguliere speeltijd de gelijkmaker, waarna hij in de verlenging het winnende doelpunt maakte. In de finale was het gastland Iran met 1-0 te sterk. Een jaar later haalde Koeweit de finale-poule voor het WK van 1978, het eindigde op de derde plaats achter Iran (wat zich plaatste) en Zuid-Korea, maar twee zeges op Australië benadrukte het potentieel van deze generatie. In 1980 nam Koeweit deel op de Olympische Spelen in Moskou. Koeweit haalde de kwartfinale, waar het gastland de Sovjet-Unie met 2-1 te sterk bleek.
In hetzelfde jaar organiseerde Koeweit het Aziatisch kampioenschap. De start was moeizaam, na een 1-1 gelijkspel tegen de Verenigde Arabische Emiraten en een 3-1 zege op Maleisië  werd met 0-3 verloren op Zuid-Korea. Koeweit moest de laatste poule-wedstrijd winnen tegen Qatar, dat gebeurde op een overtuigende manier: 4-0. De halve finale tegen Iran was beladen, tijdens het toernooi viel Irak Iran aan en begon de Iran-Irak oorlog. De Koeweitse TV steunde de Irakse inval en zond louter anti-Iraanse propaganda uit. Iran was van slag en verloor met 2-1, Koeweit haalde de finale. In de finale werd Zuid-Korea met 3-0 verslagen, Faisal Al-Dakhil scoorde twee keer. Koeweit was Aziatisch kampioen en in het All-Star Team van het toernooi stonden vijf Koeweiti.
Volgende uitdaging was kwalificatie voor het WK. In de voorronde werd opnieuw Zuid-Korea verslagen, 2-0 in Koeweit-City. In de finale-poule waren China, Nieuw-Zeeland en Saoedi-Arabië de tegenstanders, de twee beste landen zouden zich plaatsen voor het WK. De start was goed, de uitwedstrijd in Nieuw-Zeeland werd gewonnen door een doelpunt van Jasem Yaqoub in de laatste wedstrijd. De uitwedstrijd tegen China werd ruimschoots verloren (3-0), maar twee zeges op Saoedi-Arabië en een zege in de thuiswedstrijd tegen China  waren voldoende voor plaatsing voor het WK in Spanje. Het WK begon verrassend, Tsjecho-Slowakije werd op een 1-1 gelijkspel gehouden dankzij een doelpunt van Faisal Al-Dakhil. In de tweede wedstrijd werd bij een 3-1 stand voor Frankrijk gescoord door Alain Giresse, maar de Koeweiti waren uit hun concentratie door een fluitje uit het publiek. Koeweit weigerde verder te spelen en de baas van de Koeweitse voetbalbond sjeik Fahid Al-Ahman kwam het veld op en ging in discussie met de scheidsrechter. Uiteindelijk keurde de scheidsrechter het doelpunt toch maar af. De eindstand was 4-1 en na een 1-0 nederlaag tegen Engeland was Koeweit uitgeschakeld.
Een laatste sluiptrekking van ongekend grote successen voor het kleine oliestaatje was het Aziatisch kampioenschap van 1984, waar Koeweit de titel verdedigde. Het haalde opnieuw de halve finales, waar het in de verlenging met 1-0 ten onder ging tegen China. De troostfinale tegen Iran eindigde in een 1-1 gelijkspel, waarna Koeweit in de verlenging de strafschoppen beter nam.

### 1984 - heden Uitsluiting van internationaal voetbal
Na acht jaar van grote successen was het afgelopen met de prestaties van de Koeweiti. Voor kwalificatie voor het WK 1986 werd Koeweit in de voorronde uitgeschakeld door Syrië. Alleen voor het WK van 1998 en 2006 haalde Koeweit nog de finale-poule, in beide cyclussen eindigde het op de laatste plaats. Ook in het Aziatisch kampioenschap liepen de resultaten sterk terug, alleen in 1996 haalde het nog de halve finale na een 2-0 overwinning op Japan, Jasem Al-Huwaidi scoorde beide doelpunten. In de halve finale verloor het met 1-0 van het organiserende Verenigde Arabische Emiraten, waarna in de troostfinale na strafschoppen werd verloren van Iran. In 2000 haalde Koeweit nog de kwartfinales (2-3 verlies tegen Saoedi-Arabië), maar in de laatste twee edities werden alle wedstrijden verloren.
Om zich te kwalificeren voor het WK 2018 begon Koeweit de kwalificatie goed met drie overwinningen, de thuiswedstrijd tegen Zuid-Korea werd nipt verloren (0-1). De Koeweitse regering introduceerde een wet in de Koeweitse competitie. De FIFA accepteert geen inmenging van de politiek in voetbal en zette de laatste drie wedstrijden van Koeweit om in reglementaire nederlagen. Ook werd Koeweit gediskwalificeerd voor de Azië Cup van 2018.

## Deelnames aan internationale toernooien

### Wereldkampioenschap
| Wereldkampioenschap voetbal overzicht | Wereldkampioenschap voetbal overzicht | Wereldkampioenschap voetbal overzicht | Wereldkampioenschap voetbal overzicht | Wereldkampioenschap voetbal overzicht | Wereldkampioenschap voetbal overzicht | Wereldkampioenschap voetbal overzicht | Wereldkampioenschap voetbal overzicht | Wereldkampioenschap voetbal overzicht |
| Jaar                                  | Ronde                                 | Wed.                                  | W                                     | G                                     | V                                     | DV                                    | DT                                    | Kwal                                  |
| ------------------------------------- | ------------------------------------- | ------------------------------------- | ------------------------------------- | ------------------------------------- | ------------------------------------- | ------------------------------------- | ------------------------------------- | ------------------------------------- |
| 1974                                  | Niet gekwalificeerd                   | Niet gekwalificeerd                   | Niet gekwalificeerd                   | Niet gekwalificeerd                   | Niet gekwalificeerd                   | Niet gekwalificeerd                   | Niet gekwalificeerd                   | Niet gekwalificeerd                   |
| 1978                                  | Niet gekwalificeerd                   | Niet gekwalificeerd                   | Niet gekwalificeerd                   | Niet gekwalificeerd                   | Niet gekwalificeerd                   | Niet gekwalificeerd                   | Niet gekwalificeerd                   | Niet gekwalificeerd                   |
| 1982                                  | Groepsfase                            | 3                                     | 0                                     | 1                                     | 2                                     | 2                                     | 6                                     | (Kwal.)                               |
| 1986                                  | Niet gekwalificeerd                   | Niet gekwalificeerd                   | Niet gekwalificeerd                   | Niet gekwalificeerd                   | Niet gekwalificeerd                   | Niet gekwalificeerd                   | Niet gekwalificeerd                   | Niet gekwalificeerd                   |
| 1990                                  | Niet gekwalificeerd                   | Niet gekwalificeerd                   | Niet gekwalificeerd                   | Niet gekwalificeerd                   | Niet gekwalificeerd                   | Niet gekwalificeerd                   | Niet gekwalificeerd                   | Niet gekwalificeerd                   |
| 1994                                  | Niet gekwalificeerd                   | Niet gekwalificeerd                   | Niet gekwalificeerd                   | Niet gekwalificeerd                   | Niet gekwalificeerd                   | Niet gekwalificeerd                   | Niet gekwalificeerd                   | Niet gekwalificeerd                   |
| 1998                                  | Niet gekwalificeerd                   | Niet gekwalificeerd                   | Niet gekwalificeerd                   | Niet gekwalificeerd                   | Niet gekwalificeerd                   | Niet gekwalificeerd                   | Niet gekwalificeerd                   | Niet gekwalificeerd                   |
| 2002                                  | Niet gekwalificeerd                   | Niet gekwalificeerd                   | Niet gekwalificeerd                   | Niet gekwalificeerd                   | Niet gekwalificeerd                   | Niet gekwalificeerd                   | Niet gekwalificeerd                   | Niet gekwalificeerd                   |
| 2006                                  | Niet gekwalificeerd                   | Niet gekwalificeerd                   | Niet gekwalificeerd                   | Niet gekwalificeerd                   | Niet gekwalificeerd                   | Niet gekwalificeerd                   | Niet gekwalificeerd                   | Niet gekwalificeerd                   |
| 2010                                  | Niet gekwalificeerd                   | Niet gekwalificeerd                   | Niet gekwalificeerd                   | Niet gekwalificeerd                   | Niet gekwalificeerd                   | Niet gekwalificeerd                   | Niet gekwalificeerd                   | Niet gekwalificeerd                   |
| 2014                                  | Niet gekwalificeerd                   | Niet gekwalificeerd                   | Niet gekwalificeerd                   | Niet gekwalificeerd                   | Niet gekwalificeerd                   | Niet gekwalificeerd                   | Niet gekwalificeerd                   | Niet gekwalificeerd                   |
| 2018                                  | Gediskwalificeerd                     | Gediskwalificeerd                     | Gediskwalificeerd                     | Gediskwalificeerd                     | Gediskwalificeerd                     | Gediskwalificeerd                     | Gediskwalificeerd                     | Gediskwalificeerd                     |
| 2022                                  | Niet gekwalificeerd                   | Niet gekwalificeerd                   | Niet gekwalificeerd                   | Niet gekwalificeerd                   | Niet gekwalificeerd                   | Niet gekwalificeerd                   | Niet gekwalificeerd                   | Niet gekwalificeerd                   |
| 2026                                  | Niet gekwalificeerd                   | Niet gekwalificeerd                   | Niet gekwalificeerd                   | Niet gekwalificeerd                   | Niet gekwalificeerd                   | Niet gekwalificeerd                   | Niet gekwalificeerd                   | Niet gekwalificeerd                   |

### Aziatisch kampioenschap
In 1980 wordt Koeweit winnaar van het Aziatisch kampioenschap. In de finale wordt Zuid-Korea verslagen met 3–0. De finale werd tevens bereikt in 1976, nu werd verloren met 0–1 van Iran. 
| 1972 | Groepsfase          | 2                   | 1                   | 0                   | 1                   | 2                   | 5                   | (Kwal.)             |
| 1976 | Tweede              | 4                   | 3                   | 0                   | 1                   | 6                   | 3                   | (Kwal.)             |
| 1980 | Kampioen            | 6                   | 4                   | 1                   | 1                   | 13                  | 6                   |                     |
| 1984 | Derde               | 6                   | 3                   | 1                   | 2                   | 5                   | 4                   |                     |
| 1988 | Groepsfase          | 4                   | 0                   | 3                   | 1                   | 2                   | 3                   | (Kwal.)             |
| 1992 | Niet gekwalificeerd | Niet gekwalificeerd | Niet gekwalificeerd | Niet gekwalificeerd | Niet gekwalificeerd | Niet gekwalificeerd | Niet gekwalificeerd | Niet gekwalificeerd |
| 1996 | Vierde              | 6                   | 2                   | 1                   | 3                   | 9                   | 6                   | (Kwal.)             |
| 2000 | Kwartfinale         | 4                   | 1                   | 2                   | 1                   | 3                   | 3                   | (Kwal.)             |
| 2004 | Groepsfase          | 3                   | 1                   | 0                   | 2                   | 3                   | 7                   | (Kwal.)             |
| 2007 | Niet gekwalificeerd | Niet gekwalificeerd | Niet gekwalificeerd | Niet gekwalificeerd | Niet gekwalificeerd | Niet gekwalificeerd | Niet gekwalificeerd | Niet gekwalificeerd |
| 2011 | Groepsfase          | 3                   | 0                   | 0                   | 3                   | 1                   | 7                   | (Kwal.)             |
| 2015 | Groepsfase          | 3                   | 0                   | 0                   | 3                   | 1                   | 6                   | (Kwal.)             |
| 2019 | Gediskwalificeerd   | Gediskwalificeerd   | Gediskwalificeerd   | Gediskwalificeerd   | Gediskwalificeerd   | Gediskwalificeerd   | Gediskwalificeerd   | Gediskwalificeerd   |
| 2023 | Niet gekwalificeerd | Niet gekwalificeerd | Niet gekwalificeerd | Niet gekwalificeerd | Niet gekwalificeerd | Niet gekwalificeerd | Niet gekwalificeerd | Niet gekwalificeerd |

### West-Aziatisch kampioenschap voetbal
Ook het toernooi om West-Aziatisch kampioenschap is eenmaal gewonnen door Koeweit. In de finale was Iran de tegenstander. De uitslag werd 2–1.
| West-Aziatisch kampioenschap voetbal overzicht | West-Aziatisch kampioenschap voetbal overzicht | West-Aziatisch kampioenschap voetbal overzicht | West-Aziatisch kampioenschap voetbal overzicht | West-Aziatisch kampioenschap voetbal overzicht | West-Aziatisch kampioenschap voetbal overzicht | West-Aziatisch kampioenschap voetbal overzicht | West-Aziatisch kampioenschap voetbal overzicht | West-Aziatisch kampioenschap voetbal overzicht |
| Jaar                                           | Ronde                                          | Wed.                                           | W                                              | G                                              | V                                              | DV                                             | DT                                             |                                                |
| ---------------------------------------------- | ---------------------------------------------- | ---------------------------------------------- | ---------------------------------------------- | ---------------------------------------------- | ---------------------------------------------- | ---------------------------------------------- | ---------------------------------------------- | ---------------------------------------------- |
| 2010                                           | Kampioen                                       | 4                                              | 2                                              | 2                                              | 0                                              | 7                                              | 5                                              |                                                |
| 2012                                           | Groepsfase                                     | 3                                              | 1                                              | 0                                              | 2                                              | 4                                              | 4                                              |                                                |
| 2014                                           | Vierde                                         | 4                                              | 1                                              | 1                                              | 2                                              | 3                                              | 5                                              |                                                |
| 2019                                           | Groepsfase                                     | 3                                              | 1                                              | 1                                              | 1                                              | 3                                              | 3                                              |                                                |

### Zuid-Azië Cup
| Zuid-Aziatisch kampioenschap voetbal overzicht | Zuid-Aziatisch kampioenschap voetbal overzicht | Zuid-Aziatisch kampioenschap voetbal overzicht | Zuid-Aziatisch kampioenschap voetbal overzicht | Zuid-Aziatisch kampioenschap voetbal overzicht | Zuid-Aziatisch kampioenschap voetbal overzicht | Zuid-Aziatisch kampioenschap voetbal overzicht | Zuid-Aziatisch kampioenschap voetbal overzicht | Zuid-Aziatisch kampioenschap voetbal overzicht |
| Jaar                                           | Ronde                                          | Wed.                                           | W                                              | G                                              | V                                              | DV                                             | DT                                             |                                                |
| ---------------------------------------------- | ---------------------------------------------- | ---------------------------------------------- | ---------------------------------------------- | ---------------------------------------------- | ---------------------------------------------- | ---------------------------------------------- | ---------------------------------------------- | ---------------------------------------------- |
| 2023                                           | Tweede                                         | 5                                              | 3                                              | 2                                              | 0                                              | 10                                             | 3                                              |                                                |

### Golf Cup of Nations
Koeweit werd 10 keer kampioen van de Golf Cup of Nations en is daarmee recordhouder van dit toernooi. Kampioen werd het in 1970, 1972, 1974, 1976, 1982, 1986, 1990, 1996, 1998, 2010. In 1979 werd het tweede. De laatste keer dat het kampioen werd was in 2010 toen het in de finale van Saoedi-Arabië won. Na verlenging werd het 1–0.
| Golf Cup of Nations overzicht | Golf Cup of Nations overzicht | Golf Cup of Nations overzicht | Golf Cup of Nations overzicht | Golf Cup of Nations overzicht | Golf Cup of Nations overzicht | Golf Cup of Nations overzicht | Golf Cup of Nations overzicht | Golf Cup of Nations overzicht |
| Jaar                          | Ronde                         | Wed.                          | W                             | G                             | V                             | DV                            | DT                            |                               |
| ----------------------------- | ----------------------------- | ----------------------------- | ----------------------------- | ----------------------------- | ----------------------------- | ----------------------------- | ----------------------------- | ----------------------------- |
| 1970                          | Kampioen                      | 3                             | 3                             | 0                             | 0                             | 10                            | 4                             |                               |
| 1972                          | Kampioen                      | 3                             | 2                             | 1                             | 0                             | 14                            | 2                             |                               |
| 1974                          | Kampioen                      | 4                             | 4                             | 0                             | 0                             | 16                            | 0                             |                               |
| 1976                          | Kampioen                      | 7                             | 5                             | 2                             | 0                             | 26                            | 7                             |                               |
| 1979                          | Tweede                        | 6                             | 4                             | 1                             | 1                             | 15                            | 4                             |                               |
| 1982                          | Kampioen                      | 5                             | 4                             | 0                             | 1                             | 8                             | 2                             |                               |
| 1984                          | Zesde                         | 6                             | 1                             | 2                             | 3                             | 4                             | 8                             |                               |
| 1986                          | Kampioen                      | 6                             | 5                             | 1                             | 0                             | 11                            | 4                             |                               |
| 1988                          | Vijfde                        | 6                             | 1                             | 2                             | 3                             | 3                             | 4                             |                               |
| 1990                          | Kampioen                      | 4                             | 3                             | 1                             | 0                             | 10                            | 2                             |                               |
| 1992                          | Vijfde                        | 5                             | 2                             | 0                             | 3                             | 5                             | 8                             |                               |
| 1994                          | Vijfde                        | 5                             | 1                             | 1                             | 3                             | 2                             | 6                             |                               |
| 1996                          | Kampioen                      | 5                             | 4                             | 0                             | 1                             | 7                             | 4                             |                               |
| 1998                          | Kampioen                      | 5                             | 4                             | 0                             | 1                             | 18                            | 5                             |                               |
| 2002                          | Derde                         | 5                             | 1                             | 2                             | 2                             | 4                             | 6                             |                               |
| 2003                          | Zesde                         | 6                             | 1                             | 2                             | 3                             | 6                             | 9                             |                               |
| 2004                          | Vierde                        | 5                             | 2                             | 1                             | 2                             | 7                             | 8                             |                               |
| 2007                          | Groepsfase                    | 3                             | 0                             | 1                             | 2                             | 4                             | 6                             |                               |
| 2009                          | Halve finale                  | 4                             | 1                             | 2                             | 1                             | 2                             | 2                             |                               |
| 2010                          | Kampioen                      | 5                             | 3                             | 2                             | 0                             | 7                             | 2                             |                               |
| 2013                          | Derde                         | 5                             | 3                             | 0                             | 2                             | 9                             | 3                             |                               |
| 2014                          | Groepsfase                    | 3                             | 1                             | 1                             | 1                             | 3                             | 7                             |                               |
| 2017                          | Groepsfase                    | 3                             | 0                             | 1                             | 2                             | 1                             | 3                             |                               |
| 2019                          | Groepsfase                    | 3                             | 1                             | 0                             | 2                             | 6                             | 7                             |                               |
| 2023                          | Groepsfase                    | 3                             | 1                             | 1                             | 1                             | 2                             | 3                             |                               |

### Arab Cup
| Palestina Cup overzicht    | Palestina Cup overzicht | Palestina Cup overzicht | Palestina Cup overzicht | Palestina Cup overzicht | Palestina Cup overzicht | Palestina Cup overzicht | Palestina Cup overzicht | Palestina Cup overzicht |
| Jaar                       | Ronde                   | Wed.                    | W                       | G                       | V                       | DV                      | DT                      |                         |
| -------------------------- | ----------------------- | ----------------------- | ----------------------- | ----------------------- | ----------------------- | ----------------------- | ----------------------- | ----------------------- |
| 1972                       | Groepsfase              | 3                       | 1                       | 0                       | 2                       | 4                       | 7                       |                         |
| 1973                       | Geen deelname           | Geen deelname           | Geen deelname           | Geen deelname           | Geen deelname           | Geen deelname           | Geen deelname           |                         |
| 1975                       | Geen deelname           | Geen deelname           | Geen deelname           | Geen deelname           | Geen deelname           | Geen deelname           | Geen deelname           |                         |
| Arab Nations Cup overzicht |                         |                         |                         |                         |                         |                         |                         |                         |
| Jaar                       | Ronde                   | Wed.                    | W                       | G                       | V                       | DV                      | DT                      |                         |
| 1963                       | Vierde                  | 4                       | 1                       | 0                       | 3                       | 8                       | 12                      |                         |
| 1964                       | Derde                   | 4                       | 1                       | 1                       | 2                       | 5                       | 5                       |                         |
| 1966                       | Groepsfase              | 4                       | 0                       | 2                       | 2                       | 8                       | 11                      |                         |
| 1985                       | Geen deelname           | Geen deelname           | Geen deelname           | Geen deelname           | Geen deelname           | Geen deelname           | Geen deelname           |                         |
| 1988                       | Groepsfase              | 4                       | 1                       | 1                       | 2                       | 2                       | 3                       |                         |
| 1992                       | Derde                   | 4                       | 2                       | 0                       | 2                       | 6                       | 5                       |                         |
| 1998                       | Derde                   | 4                       | 3                       | 0                       | 1                       | 11                      | 5                       |                         |
| 2002                       | Groepsfase              | 4                       | 1                       | 2                       | 1                       | 5                       | 5                       |                         |
| 2012                       | Groepsfase              | 2                       | 1                       | 0                       | 1                       | 2                       | 4                       |                         |
| FIFA Arab Cup overzicht    |                         |                         |                         |                         |                         |                         |                         |                         |
| 2021                       | Kwalificatieronde       | 1                       | 0                       | 0                       | 1                       | 0                       | 2                       |                         |

## Huidige selectie
De volgende spelers werden opgeroepen voor de WK-kwalificatiewedstrijden tegen  Zuid-Korea en  Libanon op 8 en 13 oktober 2015.
Interlands en doelpunten bijgewerkt tot en met de WK-kwalificatiewedstrijd tegen  Libanon (0–0) op 13 oktober 2015.
| №           | Naam                  | Wed. | Dlpnt. | Club          |
| ----------- | --------------------- | ---- | ------ | ------------- |
| Doel        |                       |      |        |               |
| 23          | Sulaiman Abdulghafoor | 11   | 0      | Al-Arabi      |
|             | Ahmed Al-Fadhli       | 1    | 0      | Qadsia SC     |
| Verdediging |                       |      |        |               |
| 13          | Musaed Al-Enezi       | 117  | 21     | Al-Orobah     |
| 3           | Fahad Shaheen         | 84   | 3      | Kuwait SC     |
| 21          | Ali Al-Maqseed        | 43   | 3      | Al-Arabi      |
| 5           | Fahad Al-Hajeri       | 29   | 3      | Al-Salmiya SC |
|             | Hussain Al-Shammari   | 25   | 1      | Kuwait SC     |
|             | Mohammad Al-Rashidi   | 19   | 0      | Al-Arabi      |
| 14          | Talal Al-Fadhil       | 5    | 0      | Kazma SC      |
| Middenveld  |                       |      |        |               |
| 11          | Fahad Al-Ebrahim      | 74   | 1      | Qadsia SC     |
| 8           | Saleh Al-Sheikh       | 68   | 2      | Qadsia SC     |
| 10          | Abdulaziz Al-Enezi    | 50   | 2      | Qadsia SC     |
| 12          | Abdullah Al-Buraiki   | 25   | 2      | Kuwait SC     |
|             | Hamad Ali             | 21   | 1      | Qadsia SC     |
|             | Faisal Al-Harbi       | 19   | 2      | Najran SC     |
| 6           | Sultan Al-Enezi       | 16   | 0      | Qadsia SC     |
| 16          | Faisal Al-Enezi       | 15   | 3      | Al-Salmiya SC |
| 18          | Khaled Ebrahim        | 12   | 1      | Qadsia SC     |
| Aanval      |                       |      |        |               |
| 17          | Bader Al-Muttwa       | 158  | 52     | Qadsia SC     |
| 20          | Yousef Al-Sulaiman    | 74   | 33     | Kazma SC      |
|             | Ali Al-Kandari        | 14   | 2      | Kuwait SC     |
|             | Saif Al-Hashan        | 10   | 1      | Al Shabab     |
|             | Khaled Ajab           | 5    | 1      | Kuwait SC     |

## FIFA-wereldranglijst[9]
| 1993 | 1994 | 1995 | 1996 | 1997 | 1998 | 1999 | 2000 | 2001 | 2002 | 2003 | 2004 | 2005 | 2006 | 2007 | 2008 | 2009 | 2010 | 2011 | 2012 | 2013 | 2014 | 2015 | 2016 | 2017 | 2018 |
| ---- | ---- | ---- | ---- | ---- | ---- | ---- | ---- | ---- | ---- | ---- | ---- | ---- | ---- | ---- | ---- | ---- | ---- | ---- | ---- | ---- | ---- | ---- | ---- | ---- | ---- |
| 64   | 54   | 84   | 62   | 44   | 24   | 82   | 74   | 74   | 83   | 48   | 54   | 72   | 78   | 119  | 127  | 104  | 102  | 99   | 117  | 105  | 124  | 139  | 171  | 189  | 158  |

KFA · A-internationals · Bondscoaches · Statistieken · Koeweits vrouwenelftal · Koeweit U21 · Koeweit U20 · Koeweit U19 · Koeweit U18 · Koeweit U17
1960 – 1969 · 
1970 – 1979 · 
1980 – 1989 · 
1990 – 1999 · 
2000 – 2009 · 
2010 – 2019 ·
2020 − 2029
WK 1982
OS 1980 ·
OS 1992 ·
OS 2000
1961 · 
1962 · 
1963 · 
1964 · 
1965 · 
1966 · 
1967 · 
1968 · 
1969 · 
1970 · 
1971 · 
1972 · 
1973 · 
1974 · 
1975 · 
1976 · 
1977 · 
1978 · 
1979 · 
1980 · 
1981 · 
1982 · 
1983 · 
1984 · 
1985 · 
1986 · 
1987 · 
1988 · 
1989 · 
1990 · 
1991 · 
1992 · 
1993 · 
1994 · 
1995 · 
1996 · 
1997 · 
1998 · 
1999 · 
2000 · 
2001 · 
2002 · 
2003 · 
2004 · 
2005 · 
2006 · 
2007 · 
2008 · 
2009 · 
2010 · 
2011 · 
2012 · 
2013 ·
2014 ·
2015 ·
2016 ·
2017 ·
2018 ·
2019 ·
2020 ·
2021 ·
2022
Afghanistan ·
Algerije ·
Armenië ·
Australië ·
Azerbeidzjan ·
Bahrein ·
Bangladesh ·
Bhutan ·
Bosnië en Herzegovina ·
Bulgarije ·
Cambodja ·
China ·
Colombia · 
Cyprus ·
DDR ·
Duitsland ·
Ecuador ·
Egypte ·
Engeland ·
Filipijnen ·
Finland ·
Frankrijk ·
Hongarije · 
Hongkong ·
IJsland ·
India ·
Indonesië ·
Irak ·
Iran ·
Ivoorkust ·
Japan ·
Jemen ·
Jordanië ·
Kameroen ·
Kazachstan ·
Kenia ·
Kirgizië ·
Laos ·
Letland ·
Libanon ·
Libië ·
Litouwen ·
Macau ·
Maleisië ·
Mali ·
Malta ·
Marokko ·
Mongolië ·
Myanmar ·
Nepal ·
Nieuw-Zeeland ·
Noord-Korea ·
Noorwegen ·
Oeganda ·
Oezbekistan ·
Oman ·
Pakistan ·
Palestina ·
Polen ·
Portugal ·
Qatar ·
Saoedi-Arabië ·
Singapore ·
Slowakije ·
Soedan ·
Sovjet-Unie ·
Syrië ·
Tadzjikistan ·
Taiwan ·
Thailand ·
Trinidad en Tobago ·
Tsjechië ·
Tsjecho-Slowakije ·
Tunesië ·
Turkmenistan ·
Verenigde Arabische Emiraten ·
Verenigde Staten ·
Vietnam ·
Wales ·
Zambia ·
Zimbabwe ·
Zuid-Korea ·
Zuid-Vietnam
Engeland (1982) · 
Frankrijk (1982) · 
Tsjecho-Slowakije (1982)